# 紅軍飛奪瀘定橋戰前動員會舊址
紅軍飛奪瀘定橋戰前動員會舊址位於四川省甘孜藏族自治州瀘定縣，文物遺址年代判定為1935年。2004年增補為第六批四川省文物保護單位。2013年3月5日列為第七批全國重點文物保護單位，歸入第一批全國重點文物保護單位瀘定橋。